# Randa Markos
Randa Cemil Markos, född 10 augusti 1985 i Bagdad, är en irakisk-kanadensisk MMA-utövare med kaldeiskt påbrå som sedan 2014 tävlar i organisationen Ultimate Fighting Championship.